# МАЗ-231
МАЗ-231 «Алеся» — автобус дальнего следования, выпускаемый Минским автозаводом с 2012 года.

## Описание
МАЗ-231, представленный в 2012 году, относится ко 2 поколению серийных туристических автобусов МАЗ. Вместимость автобуса составляет 71 человек, 51 из которых — сидячие. Объём багажника — 5 м3.
МАЗ-231 оснащается рядным шестицилиндровым двигателем Daimler OM926LA немецкого производства мощностью 240 кВт (326 л. с.) и крутящим моментом 1300 Н·м при 1600 об/мин. Двигатель соответствует требованиям «Евро-5», которые вступили в силу с 1 октября 2008 года согласно Директиве Европейского парламента и Совета Европейского Союза от 13 декабря 1999 года «1999/96/EC». Ресурс двигателя до первого капитального ремонта составляет 700000 км, объём топливного бака — 280 л, а мощность жидкостного подогревателя двигателя — 30 кВт.
С 5 по 7 июня 2012 года автобус МАЗ-231 демонстрировался на выставке в Нижнем Новгороде, Россия. В октябре 2016 автобус прошёл фейслифтинг. По состоянию на 2017 год экспортная цена составляла около $168000.
Конкурентом является ГолАЗ-5251 «Вояж».

## Модификации
- МАЗ-231062 — версия для пригородно-междугородних и туристических маршрутов с шестиступенчатой механической трансмиссией.
- МАЗ-231085 — версия для пригородно-междугородних и туристических маршрутов с шестиступенчатой автоматической трансмиссией.
- МАЗ-231185 — версия для пригородных маршрутов[14].